# Bilabria gigantea
Bilabria gigantea är en fiskart som beskrevs av Anderson och Imamura 2008. Bilabria gigantea ingår i släktet Bilabria och familjen tånglakefiskar. Inga underarter finns listade.